# Мюріель Онслоу
Мюріель Велдейл Онслоу (31 березня 1880 — 19 травня 1932) — британський біохімік, народилася в Бірмінгемі, Англія.

## Біографія
Вона була єдиною дитиною Джона Уолдейла, який був адвокатом. Відвідувала середню школу короля Едуарда VI в Бірмінгемі, яка була добре відома серед шкіл для дівчат з науковими нахилами.
У 1900 році вона вступила до коледжу в Ньюнхемі, Кембридж і досягла першокласного результату в І частині природних наук.
У 1903 р. приєдналася до генетичної групи Вільяма Бейтсона в Кембриджі, де розпочала своє дослідження, присвятивши взаємодію факторів та успадкування кольору пелюсток у Антирринума (в англійській мові має назву «укус дракона» (snapdragon)).
Вона стала асистентом викладача у власному коледжі з 1906—1908 рр.
Вивчення Муріел Велдейл генетики щодо забарвлення квітів в кінцевому підсумку здобуло її найбільше визнання, опублікувавши в 1907 р. повний факторний аналіз успадкування кольору квітів у оснащеннях та чотири наступні статті, які вона опублікувала з 1909 по 1910 рр. Ця робота завершилася публікацією її в 1916 році перша книга «Антоціанінні пігменти рослин».
З 1911 по 1914 рік Велдейл навчалася в садівничому інституті імені Джона Іннеса, де крім своєї лабораторної роботи, вона була визнана провідним ботаніком. За цей час у 1913 році вона стала однією з перших трьох жінок, які були обрані до Біохімічного клубу (згодом був відомий як Біохімічне товариство) після первинного виключення жінок у 1911 році.
У 1914 році приєднюється до лабораторії біохімії Фредеріка Гоуленда Гопкінса, де вона досліджувала біохімічні аспекти кольору пелюсток, генетику яких вона з'ясувала під час роботи з Бейтсоном. Поєднуючи генетику та біохімію, вона стала однією з перших біохімічних генетиків і проклала шлях для пізніших успіхів в цій галузі.
У 1919 році вона вийшла заміж за біохіміка Віктора Александра Герберта Гуйя Онслоу, другого сина 4-го графа Онслоу. Нещодавно він тільки увійшов у галузь хімічної генетики, і їх робота була тісно пов'язана. Незабаром чоловік помирає у 1922 році. У спогаді про свого чоловіка вона написала, що він був людиною з надзвичайною сміливістю та розумовою життєздатністю, що дозволяє йому працювати в галузі біохімії у важкі часи. Його творчість завжди буде натхненником для тих, хто був її свідком.
У 1926 році вона була однією з перших жінок, яких призначили викладачами в Кембриджі, викладачами біохімії рослин на кафедрі біохімії. Серед її послідовників була Роуз Скотт-Монріфф, яка виявила першу кристалічну форму примуліну приблизно в 1930 році.
Муріел Велдейл Онслов померла 19 травня 1932 року.
У 2010 році була поставлена вистава під назвою «Квітучі снапдрагони» про чотирьох жінок-біохіміків початку 20 століття, однією з яких була Муріел Онслоу.
Вона захоплювалася подорожами і особливо зацікавилася Балканами та іншими частинами Східної Європи.

## Праці
- Антоціанінові пігменти рослин, 1916 р., переглянута в 1925 році
- Практична біохімія рослин, 1920 р.
- Принципи біохімії рослин, Том 1, 1931 р.